# Phigalia ochrea
Phigalia ochrea là một loài bướm đêm trong họ Geometridae.